# The Sims Online
The Sims Online (TSO) was een MMOG- en online versie van Maxis' spel The Sims. Het werd door Electronic Arts uitgebracht op 17 december 2002 voor Microsoft Windows. Op 1 augustus 2008 werd het spel afgesloten.

## Overzicht
The Sims Online was een MMOG (massively multiplayer online game), waarmee duizenden spelers tegelijkertijd konden spelen. Spelers hadden volledige controle over een Sim. In deze variatie op het origineel konden spelers zeven Sims maken, ieder op een verschillende server. Spelers konden slechts één Sim per keer besturen, met uitzondering van Betaville, waar je maximaal met 4 Sims tegelijkertijd kon spelen. Omdat de andere personages ook door echte mensen bestuurd werden, was TSO meer een sociaal gebeuren dan een spel, in tegenstelling tot het originele The Sims. Het werd weleens een RPG genoemd (dus een MMORPG), maar het had meer weg van een sociale virtuele wereld. Nadat het spel gekocht was, moesten spelers een maandelijks bedrag betalen om het online te kunnen spelen.
Nadat The Sims met zijn vele uitbreidingspakketten uitgroeide tot het best verkochte computerspel aller tijden, hadden veel experts verwacht dat TSO de meest populaire MMOG zou worden. Begin 2005 was dit nog steeds niet het geval; TSO had slechts een fractie van het door Electronic Arts gewenste aantal abonnementen gehaald.
De servers van Maxis voor The Sims Online draaiden op het opensourceprogramma JBoss.
Op 27 februari 2008 werd The Sims Online opnieuw gelanceerd, onder de naam EA-Land. Op 1 augustus van datzelfde jaar werden alle servers stilgelegd en het spel afgesloten.

## Stadsservers
Iedere server was verpakt als een aparte stad. In juli 2005 waren er 13 steden:
1. Alphaville
2. Blazing Falls
3. Calvin's Creek
4. Dan's Grove
5. East Jerome
6. Fancey Fields
7. Interhogan
8. Jolly Pines
9. Mount Fuji
10. Test Center
11. Dragon's Cove (stad voor harde kern)
12. Betaville (stad voor vrije wil/meerdere Sims)
13. Hogan Hill

### Voorsteden
Deze steden waren een "hardcore"-variant op de normale spelregels. Je begon hier bijvoorbeeld met minder geld, voorwerpen kostten meer geld (vaak twee keer zoveel) en het loon was lager. Dragon's Cove was de eerste stad die deze vorm hanteerde.

## Schandaal
The Sims Online is een keer in het nieuws geweest door de inhoud op de Alphavilleserver. Toen een aantal spelers meededen in het kader van een psychologisch onderzoek, ontdekten zij dat een groep spelers met bedenkelijke activiteiten bezig was, die soms tegen de criminaliteit aanzaten.

### Afpersing
Men maakte gebruik van de "Friend/Bad"-functie, waarmee spelers kunnen aangeven of iemand in hun huis mag komen of niet. Wanneer een grote groep mensen de speler zijn toegang tot de kavel ontzegt, kan hij of zij afgeperst worden. Om het afgeperste geld terug te krijgen waren sommige mensen genoodzaakt hun Sims in bijvoorbeeld de, illegaal aangemaakte, prostitutie te laten werken. De professor die de zaak aan het licht bracht, Peter Ludlow van de University of Michigan, werd verbannen van het spel.

## Sluiting TSO
Zoals EA al een tijd daarvoor had aangekondigd, zijn sinds 1 augustus 2008 de servers van The Sims Online/EA-Land voorgoed gesloten.

## Ontvangst
| Beoordeeld door                | Datum            | Score |
| ------------------------------ | ---------------- | ----- |
| PC Action                      | 28 november 2002 | 88%   |
| Game Informer Magazine         | maart 2003       | 75%   |
| PC Gameplay (Benelux)          | januari 2003     | 67%   |
| GameSpot                       | 6 januari 2003   | 67%   |
| All Game Guide                 | 2003             | 60%   |
| Adrenaline Vault, The (AVault) | 23 januari 2003  | 60%   |
| GameSpy                        | 30 januari 2003  | 60%   |
| Computer Gaming World (CGW)    | april 2003       | 60%   |
| FiringSquad                    | 6 februari 2003  | 59%   |
| GameStar (Duitsland)           | februari 2003    | 43%   |